# Contergannetzwerk Deutschland
Der Verein Contergannetzwerk Deutschland e.V  hat sich aus einer Bewegung von Menschen herausgebildet, die es sich im Schwerpunkt zum Ziel gesetzt hat, bessere Lebensbedingungen für Geschädigte des Contergan-Skandals durchzusetzen, von denen in Deutschland noch rund 2800 leben. 
Der Vorsitzende des Contergannetzwerkes Deutschland e.V., Christian Stürmer, ist in den Stiftungsrat der Conterganstiftung als Stellvertreter gewählt worden.

## Ziele
Es wird nicht nur auf die Politik eingewirkt, sondern auch auf dem Rechtsweg, wie vor dem Bundesverfassungsgericht und nunmehr beim Europäischen Gerichtshof für Menschenrechte Verfahren zur Erreichung einer adäquaten Entschädigung der Conterganopfer betrieben.
Der bestehenden Rechtsfrage, in welcher Höhe die Bundesrepublik Deutschland selbst für die Conterganopfer einzustehen hat, weil sie per Bundesgesetz (§ 23 Abs. 1 des Errichtungsgesetzes einer Stiftung „Hilfswerk für behinderte Kinder“) sämtliche Ansprüche der Conterganopfer gegen die Firma Grünenthal zum Erlöschen brachte, wurde durch das Contergannetzwerk Deutschland untersucht, rechtssystematisch eingeordnet und in einen entsprechenden Forderungskatalog gefasst.
Zudem sollen ausgesuchte Conterganopfer auf den Seiten, einem geschlossenen Forum, des Contergannetzwerkes eine Plattform erhalten, auf der, unabhängig vom Schweregrad der Behinderung, ein spezifischer Austausch bedingt möglich ist. Schließlich soll die Öffentlichkeit anhand unterschiedlicher Fallbeispiele über die Situation der Conterganopfer informiert werden.

### Medienberichte
- Das Parlament Nr. 32-33 / 3. August 2009 - Zeitung des Deutschen Bundestages
- Deutschlandradio Kultur - Interview vom 30. August 2010
- Die Welt vom 30. August 2010
- Stuttgarter Nachrichten vom 1. September 2010
- Aachener Zeitung vom 20. März 2010
- Fernsehreportage und Bericht - Arte vom 12. August 2009
- Die Welt vom 24. August 2009
- Mittelbayerische Zeitung vom 12. August 2009
- Kölnische Rundschau vom 1. September 2010
- Stuttgarter Zeitung vom 30. August 2010
- Financial Times vom 30. August 2010 (Memento vom 3. September 2012 im Internet Archive)
- Bild vom 30. August 2010
- Nürtinger Zeitung / 31. August 2011 - Die Geschädigten wollen ihr Recht
- Landesportal Baden-Württemberg / 17. September 2011 - Erstes Contergan-Symposium in Nürtingen